# Melanie Verwoerd

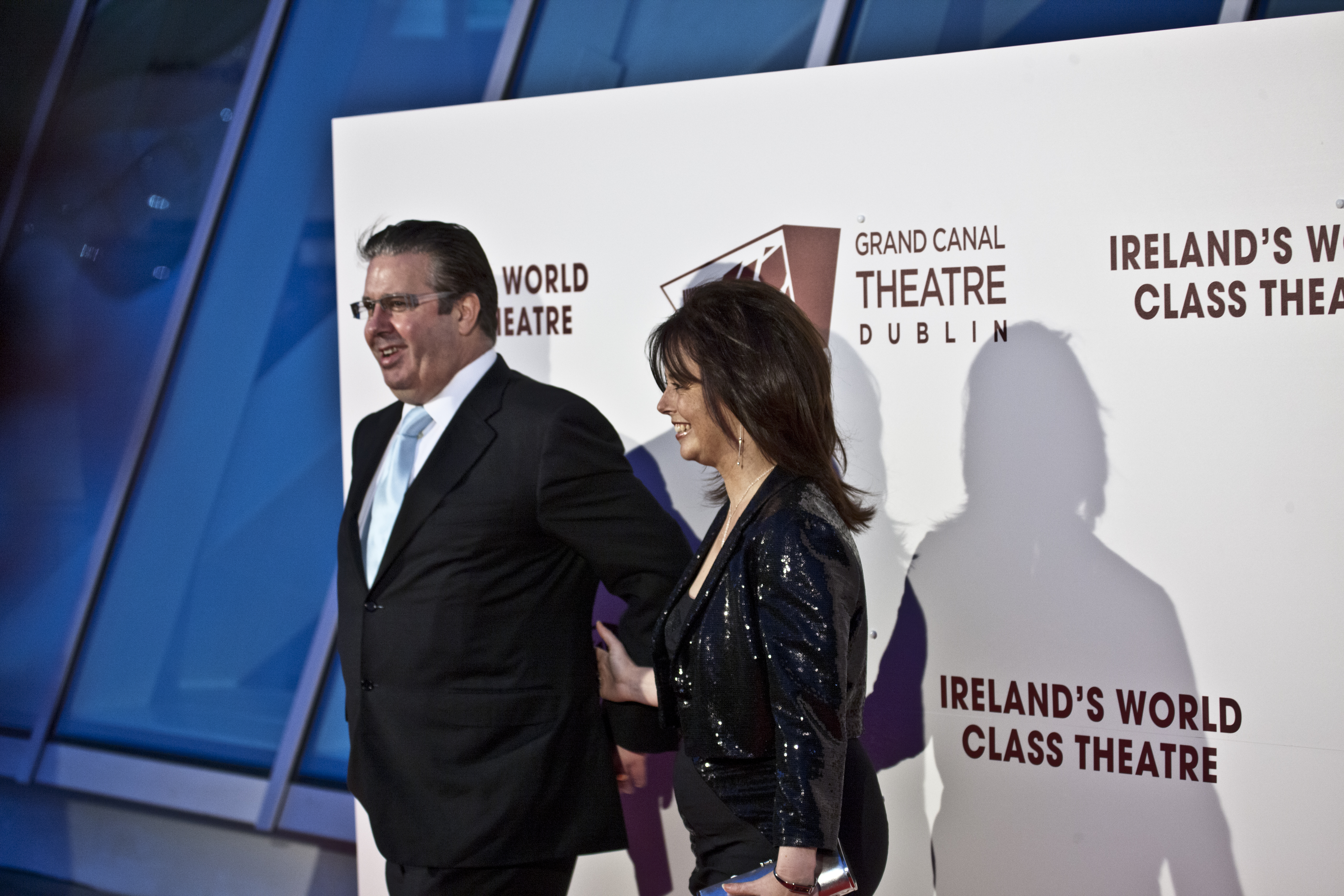
Melanie Verwoerd chụp ảnh cùng người bạn đời Gerry Ryan tại buổi khai trương Nhà hát Grand Canal vào tháng 3 năm 2010

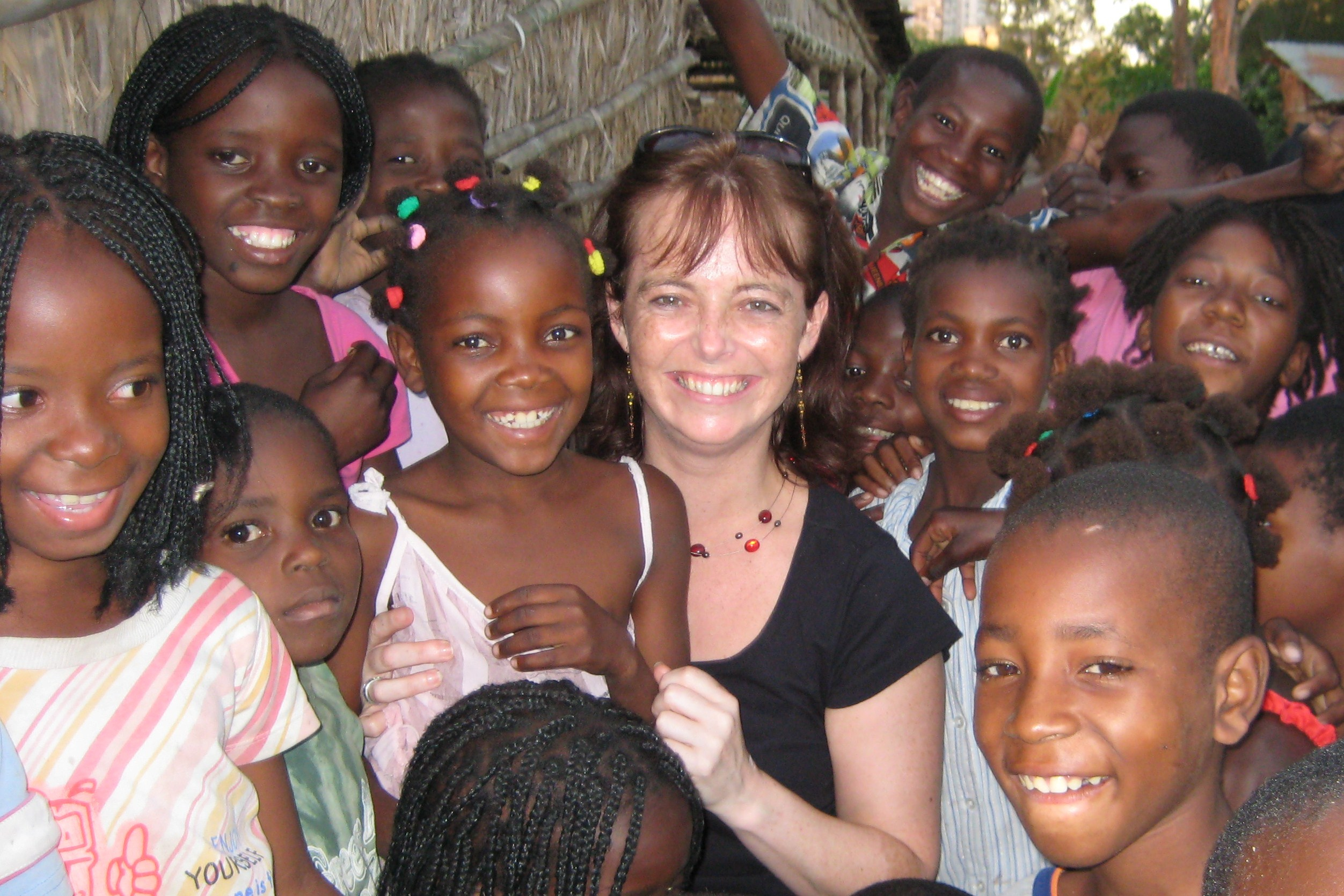
Melanie Verwoerd ở Châu Phi

Melanie Verwoerd (sinh ra Fourie) (phát âm [fɛrvurt];  (18 tháng 4 năm 1967- Pretoria) là một nhà phân tích chính trị Nam Phi. Bà trước đây là một chính trị gia, đại sứ, và cựu giám đốc của UNICEF Ireland 
Verwoerd được bầu làm Nghị viên Quốc hội cho Quốc hội Châu Phi (ANC) trong cuộc bầu cử dân chủ đầu tiên ở Nam Phi năm 1994; bà ấy là người phụ nữ trẻ nhất từng được bầu. Bà được bầu lại vào năm 1999. Năm 2001, bà được bổ nhiệm làm Đại sứ Nam Phi tại Ireland, một vị trí mà bà giữ đến năm 2005. Từ năm 2007 đến 2011, bà là Giám đốc Điều hành của UNICEF Ireland. Năm 2007, Melanie được trao giải thưởng Người phụ nữ quốc tế của năm Ailen Tatler.

## Sự nghiệp chính trị và ngoại giao
Trong cuộc bầu cử dân chủ đầu tiên ở Nam Phi năm 1994, Melanie đã được bầu làm đại biểu Quốc hội Nam Phi cho ANC; ở tuổi 27, bà là người phụ nữ trẻ nhất từng được bầu. Bà được bầu lại vào năm 1999. Trong thời gian ở quốc hội, bà là một phần của văn bản Hiến pháp mới của Nam Phi và phục vụ trong các ủy ban quốc hội khác nhau, bao gồm Chính quyền địa phương và Hiến pháp, Ủy ban Thanh niên, Phát thanh và Truyền thông, và các ủy ban danh mục đầu tư về du lịch và môi trường. Bà tham gia vào các nhiệm vụ tìm kiếm thực tế, đi đến nhiều địa điểm khác nhau bao gồm Hà Lan, Anh, Thụy Điển, Cuba, Chile, Úc, Brazil, Argentina và Mỹ. Bà đã tham gia vào Caucus của Phụ nữ, phục vụ như một người tài nguyên trong Ngân sách Phụ nữ và là thành viên của Ủy ban Thường vụ điều tra việc thay thế. Năm 2001, bà được bổ nhiệm làm Đại sứ Nam Phi tại Ireland.
Trong thời gian làm đại sứ, bà tập trung vào việc tăng du lịch từ Ireland đến Nam Phi. Ngoài ra, nhiệm kỳ của bà với tư cách là một đại sứ đã thấy thương mại và đầu tư giữa Ireland và Nam Phi tăng đáng kể. Bà cũng nói về những thách thức mà Nam Phi và các nước đang phát triển phải đối mặt, đặc biệt là thách thức về HIV/AIDS.

## Thời gian ở Ireland

### RTÉ
Năm 2005, bà hoàn thành nhiệm kỳ Đại sứ và quyết định ở lại Ireland. Bà đã trình bày một chương trình phát thanh hàng tuần, Spectrum, trên RTÉ Radio 1 về chủ đề đa văn hóa, trong đó đề cập đến những thách thức đối với Ireland mới và xem xét các vấn đề phát sinh trong một xã hội đa văn hóa. bà cũng đại diện cho Quỹ Mandela/Rhodes ở Ireland và làm công việc tư vấn về phát triển và đa văn hóa. Năm 2007, Melanie đã được trao giải Người phụ nữ quốc tế của năm IrishTatler.

### UNICEF
Vào tháng 4 năm 2007, Verwoerd được bổ nhiệm làm giám đốc điều hành của UNICEF Ireland. Bà chủ trì tăng thu nhập cho tổ chức từ 4,7 triệu euro năm 2005 lên 8,4 triệu euro năm 2010, mặc dù suy thoái kinh tế ở Ireland từ năm 2008 trở đi. Trong nhiệm kỳ của mình, bà đã đi nhiều nơi tới các văn phòng của UNICEF, bao gồm Mozambique, Rwanda, Kenya, Swaziland và Zimbabwe. Bà đã tham gia vận động chính phủ Ireland đưa ra luật mới để bảo vệ phụ nữ khỏi việc cắt xén bộ phận sinh dục nữ và là công cụ giới thiệu quy trình tị nạn thân thiện với trẻ em.

## Cuộc sống cá nhân
Melanie kết hôn với Wilhelm Verwoerd, cháu trai của cựu thủ tướng Nam Phi Hendrik Verwoerd, vào năm 1987. Họ có hai con, Wilmé (sinh năm 1990) và Wian (sinh năm 1992). Cả hai đều học tại Trinity College, Dublin và tiếp tục theo đuổi nghiên cứu sau đại học tại Đại học Cape Town, Nam Phi. Melanie và Wilhelm ly dị năm 2005.
Năm 2008, Melanie trở thành đối tác của Gerry Ryan, một nhân vật phát thanh và truyền hình nổi tiếng ở Ireland. Gerry đột ngột qua đời vào ngày 30 tháng 4 năm 2010 và Melanie tìm thấy xác anh ta. Vào tháng 7 năm 2011, Hội đồng UNICEF Ireland đã sa thải Melanie, với lý do sự chú ý của truyền thông sau cái chết của Ryan là lý do. Điều này dẫn đến một sự phản đối công khai và bà đã đăng nhập các thủ tục sa thải không công bằng. UNICEF đã giải quyết vụ kiện ra khỏi tòa vào tháng 4 năm 2013 và đưa ra một tuyên bố rằng "sự ra đi của bà không phải là một sự phản ánh về hiệu suất của cô, luôn luôn là tiêu chuẩn cao nhất." 

## Công việc hiện tại
Melanie hiện cư trú tại Cape Town, Nam Phi và làm công việc phân tích chính trị, tư vấn cho các công ty (cả trong nước và quốc tế) về sự phát triển chính trị ở Nam Phi và Châu Phi. Bà ấy thường xuyên đi đến các công ty quản lý tài sản và các tổ chức tài chính khác. Bà có một chuyên mục hàng tuần trên News24  và cũng thực hiện các cuộc phỏng vấn trên đài phát thanh cho EWN, 702 và Cape Talk. Năm 2018, Melanie được xếp hạng một trong hai nhà phân tích chính trị hàng đầu ở Nam Phi trong xếp hạng phân tích của Financial Mail.
Hồi ký của bà khi We Dance được xuất bản bởi Liberies Press vào tháng 10 năm 2012. Nó đã nhanh chóng bị xóa khỏi việc bán hàng đang chờ xử lý của tòa án liên quan đến cáo buộc phỉ báng. Hành động được đặt sang một bên và cuốn sách trở lại kệ với một sự làm rõ được chèn vào mỗi bản in. Phiên bản đầu tiên của cuốn sách được bán hết trong tuần đầu tiên. Nó đã trở thành tác phẩm bán chạy số 1 của tiểu thuyết Ailen trong tuần thứ hai. Cuốn sách cũng được xuất bản tại Nam Phi vào tháng 5 năm 2013 với tựa đề, The Verwoerd, người đã chơi đồ chơi.